# Eddie Turnbull
Eddie Turnbull, właśc. Edward Hunter Turnbull (ur. 12 kwietnia 1923 w Falkirk, zm. 30 kwietnia 2011 w Edynburgu) – szkocki piłkarz występujący na pozycji napastnika, a także trener.

## Kariera klubowa
Turnbull przez całą karierę występował w zespole Hibernian ze Scottish Division One. Jego zawodnikiem był w latach 1946–1959 i w tym czasie trzy razy zdobył z klubem mistrzostwo Szkocji (1948, 1951, 1952).

## Kariera reprezentacyjna
W reprezentacji Szkocji Turnbull zadebiutował 28 kwietnia 1948 w wygranym 2:0 towarzyskim meczu z Belgią. W 1958 roku został powołany do kadry na mistrzostwa świata. Zagrał na nich w spotkaniach z Jugosławią (1:1), Paragwajem (2:3) i Francją (1:2), a Szkocja zakończyła turniej na fazie grupowej.
W latach 1948–1958 w drużynie narodowej Turnbull rozegrał 9 spotkań.

## Kariera trenerska
W swojej karierze trenerskiej Turnbull prowadził zespoły Queen’s Park, Aberdeen, Washington Whips oraz Hibernian. Wraz z Aberdeen zdobył Puchar Szkocji (1970), a także wywalczył wicemistrzostwo Szkocji (1971). Natomiast z Hibernian zwyciężył w rozgrywkach Pucharu Ligi Szkockiej (1972).